# Grib Mikrofonen
Grib Mikrofonen er et tv-koncept udviklet af TV 2 World og Blu. I Danmark kørte det på TV 2 i tre sæsoner med Casper Christensen som vært.
Grib Mikrofonen er siden hen solgt som koncept til mere end 50 lande i verden og har bl.a. kørt i Norge, Finland, Tyskland og Italien.